# Île Saint-Lanne Gramont
Île Saint-Lanne Gramont is een onbewoond eiland, onderdeel van de archipel de Kerguelen in het zuiden van de Indische Oceaan. Deze eilanden zijn onderdeel van de Franse Zuidelijke en Antarctische Gebieden, een overzees gebiedsdeel van Frankrijk. Het eiland is vernoemd naar Georges Saint-Lanne Gramont, een luitenant van de expeditie van Raymond Rallier du Baty (1913).

## Geografie
Île Saint-Lanne Gramont ligt ten noordwesten van Île Foch. Beide eilanden worden gescheiden door de Baie de Londres. Het eiland is langgerekt van noord naar zuid met een lengte van 13 kilometer en een maximale breedte van 3 kilometer.

## Beschermd gebied
Net als Île Foch is Île Saint-Lanne Gramont een eiland zonder geïntroduceerde diersoorten (geen konijnen, katten, muizen en ratten).
Het eiland is samen met andere grote eilanden zoals Île Foch en Île Howe en enkele kleinere eilanden aangewezen door BirdLife International als een Important Bird Area (IBA) vanwege zijn waarde als broedplaats voor met name zeevogels. Ten minste 29 soorten nestelen in de IBA.